# Antichloris albipunctata
Antichloris albipunctata är en fjärilsart som beskrevs av Percy I. Lathy 1899. Antichloris albipunctata ingår i släktet Antichloris och familjen björnspinnare. Inga underarter finns listade i Catalogue of Life.